# Романькове
Романько́ве —  село в Україні, у Дружбівській міській громаді Шосткинського району Сумської області. Населення становить 12 осіб. До 2016 орган місцевого самоврядування — Дорошівська сільська рада.

## Географія
Село Романькове знаходиться на лівому березі річки Кремля, вище за течією на відстані 1,5 км розташоване село Дорошенкове, нижче за течією на відстані 1,5 км розташоване село Дорошівка, на протилежному березі - село Палащенкове. Поруч проходить автомобільна дорога  Т 1915.

## Історія
12 червня 2020 року, відповідно до Розпорядження Кабінету Міністрів України № 723-р «Про визначення адміністративних центрів та затвердження територій територіальних громад Сумської області» увійшло до складу Дружбівської міської громади.
19 липня 2020 року,  в результаті адміністративно-територіальної реформи та ліквідації Ямпільського району, село увійшло до Шосткинського району.